# Palaechthus glabratus
Palaechthus glabratus (лат.) — вид жуков-долгоносиков из подсемейства Cyclominae (Listroderini), единственный в составе рода Palaechthus.  Эндемики острова Тристан-да-Кунья (юг Атлантического океана). Длина тела жуков от 11 до 12 мм. Рострум среднего размера; опушение состоит из щетинковидных чешуек и щетинок; переднеспинка субтрапециевидная; дорсальные кили на роструме отсутствуют. Palaechthus включён в подтрибу Palaechthina из трибы Listroderini и близок к родам Anorthorhinus, Haversiella, Gunodes, Listronotus, Inaccodes, Neopachytychius, Palaechtodes, Steriphus, Tristanodes.
Вид и род были впервые описаны в 1884 году и среди сестринских родов рассматриваются Paleachtodes и Tristanodes. Биология не изучена, питаются предположительно (как и близкие группы) листьями (имаго) и корнями растений (личинки).